# Voo China Eastern Airlines 583

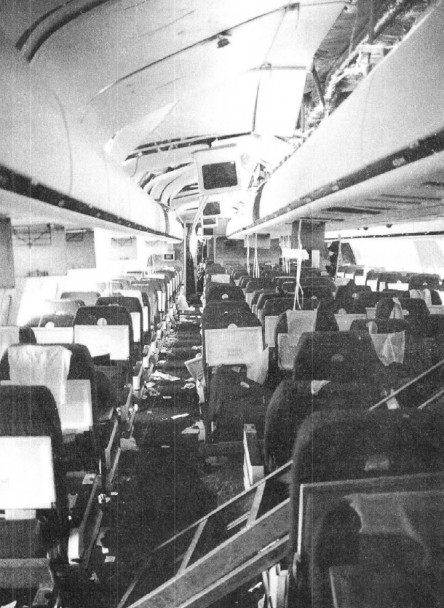
Os danos na cabine do Voo 583

O Voo China Eastern Airlines 583 foi um voo da China Eastern Airlines do aeroporto de Hongqiao, em Xangai, China, para o Aeroporto Internacional de Los Angeles, em Los Angeles, Estados Unidos.
Em 6 de abril de 1993, um McDonnell-Douglas MD-11 estava navegando acima do Oceano Pacífico em Mach 0,84 quando um membro da tripulação acidentalmente posicionou os slats perto das Ilhas Aleutas. O avião então encontrou oscilações severas e fez um pouso de emergência na Base Aérea de Shemya em Shemya, Ilhas Semichi, Alasca, Estados Unidos. Dos 255 passageiros e tripulantes, 60 foram hospitalizados. No final, dois morreram. Um americano morreu no hospital devido aos ferimentos. Da tripulação da cabine, cinco não sofreram ferimentos e três sofreram ferimentos graves. Dos comissários de bordo, oito não sofreram ferimentos e quatro sofreram ferimentos graves. Dos passageiros sobreviventes, 84 não sofreram ferimentos, 96 receberam ferimentos leves e 53 receberam ferimentos graves. Em 24 de abril de 1993, todos os passageiros sobreviventes, exceto três, receberam alta do hospital. A novela Airframe de Michael Crichton começa com um incidente fatal baseado no Voo 583.
A fuselagem, redesignada como N951AR, agora serve como um cargueiro de carga para a Sky Lease Cargo com sede em Miami, mas desde então foi desmontada. A China Eastern ainda usa o número de voo 583, embora o voo agora saia do aeroporto de Pudong, nas proximidades, usando um Boeing 777.